# Diskografija sastava E.N.I.
Diskografija sastava E.N.I. obuhvaća šest studijskih albuma i jedan kompilacijski album.

## Studijski albumi
| Godina                                                                               | Album                                                                                                 | Najviša pozicija | Najviša pozicija | Najviša pozicija | Certifikacije |
| Godina                                                                               | Album                                                                                                 | HR               | SL               | SR               | Certifikacije |
| ------------------------------------------------------------------------------------ | --- | ---------------- | ---------------- | ---------------- | ------------- |
| 1997.                                                                                | Probudi me - izdan: 1997. - producentska kuća: Orfej - formati: CD, kazeta                            | —                | —                | —                |               |
| 1998.                                                                                | Saten - izdan: 1998. - producentska kuća: Orfej - formati: CD, kazeta                                 | —                | —                | —                |               |
| 2003.                                                                                | Da Capo - izdan: 2003. - producentska kuća: Dallas Records - formati: CD, kazeta                      | —                | —                | —                |               |
| 2007.                                                                                | Oči su ti ocean - izdan: 2007. - producentska kuća: Dallas Records - formati: CD, digitalni download  | 4                | —                | —                |               |
| 2011.                                                                                | Crna kutija - izdan: 2011. - producentska kuća: Dallas Records - formati: CD, digitalni download      | —                | —                | —                |               |
| 2012.                                                                                | Ouija feat. Vava - izdan: 2012. - producentska kuća: Dallas Records - formati: CD, digitalni download | —                | —                | —                |               |
| "—" znači da album nije izdan u toj državi ili nije dosegao mjesto na top ljestvici. | |                  |                  |                  |               |

## Kompilacijski albumi
| Godina                                                                               | Album                                                                                               | Najviša pozicija | Najviša pozicija | Najviša pozicija | Certifikacije |
| Godina                                                                               | Album                                                                                               | HR               | SL               | SR               | Certifikacije |
| ------------------------------------------------------------------------------------ | --------------------------------------------------------------------------------------------------- | ---------------- | ---------------- | ---------------- | ------------- |
| 2008.                                                                                | Best of E.N.I. - izdan: 2008. - producentska kuća: Dallas Records - formati: CD, digitalni download | 21               | —                | —                |               |
| "—" znači da album nije izdan u toj državi ili nije dosegao mjesto na top ljestvici. | |                  |                  |                  |               |